# Carlos Reyles
Carlos Claudio Reyles (* 30. Oktober 1868 in Montevideo; † 24. Juli 1938 ebenda) war ein uruguayischer Schriftsteller, Essayist und Agrarpolitiker. 

## Leben und Werk

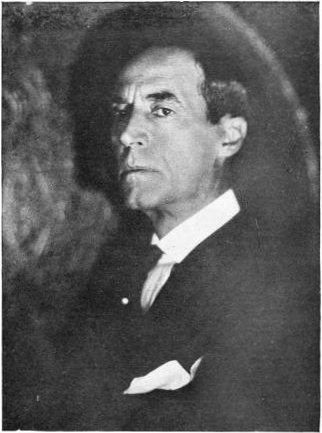
Carlos Reyles (1921)

Carlos Reyles, Sohn eines Großgrundbesitzers, gründete 1915 in einer für die Landwirtschaft krisenhaften Zeit die Federación Rural de Uruguay und engagierte sich für die Verbesserung der landwirtschaftlichen Verfahren. Als Geschäftsmann war er erfolglos.
Seinen Roman El Brujo de Sevilla („Der Zauberer von Sevilla“) schrieb er, nachdem er sich 1892 in Sevilla aufgehalten hatte. Als Autor markiert er mit seinen Romanen die Schwelle vom Realismus (Beba, 1894) zum Modernismo und zur Literatur des Fin de siècle (Primitivo, 1896) bis hin zur späten Dekadenzliteratur (El gaucho Florido, 1932). Seine Arbeiten sind nicht frei von antiintellektuellen Haltungen; er grenzte sich explizit von spanischen literarischen Vorbildern ab.
Nach Reyles und seinem gleichnamigen Vater wurde 1938 die Siedlung Carlos Reyles im zentralen Uruguay benannt.